# Izraelska sigurnosna ograda
„Izraelska sigurnosna ograda“ je naziv za kontroverznu 650 kilometara dugu barijeru koja treba odvojiti i razgraničiti Izrael od Zapadne obale. Gradnja ograde počela je 2002. dok je još zasjedao ministar Ariel Sharon a završetak se očekuje negdje pred kraj 2006.; isprva se planiralo završiti do ljeta 2005. ali su se radovi odužili. Izrael tvrdi da je barijera zakonita jer štiti njegove stanovnike od terorističkih napada i ne predstavlja prijetnju, dok palestinska uprava tvrdi da je ona nezakonita jer dijeli i diskriminira stanovištvo po vjeri i nacionalnosti i jer zadire duboko u teritorij Zapadne obale.

## Uvod
Sigurnosnu ogradu predložio je prvi član socijaldemokrata Amram Micna, koji u kontekstu druge Intifade i samoubilačkih napada od Palestinaca zatražio odvajanje Izraela od Zapadne obale, dok je Jichak Rabin još 1992. imao grubu prvotnu ideju o odvajanju zalažuči se jasne granice. Pošto su se zaustavili napadi iz Gaze kada je sagrađena slična sigurnosna ograda 1994., vlada je odlučila sagraditi i jednu u Judeji i Samariji (Zapadnoj obali) i zaustaviti napade koji su ubili stotine izraelskih civila. Izraelci stoga barijeru zovu „ograda koja štiti od terorizma“, dok je Palestinci zovu „zidom Apartheida“. Prema podacima izraelskog veleposlanstva u Berlinu, ograda vrši svoju svrhu jer su samoubilački napadi s područja Palestinske Samouprave u 2003. ubili 43 ljudi i ranili 221 u području s barijerom, a u području bez barijere ubili 89 i ranili 411. U prvoj polovici 2004. godine ubijeno je samo 19 ljudi a 102 je ranjeno u području bez barijere, dok nitko nije nastradao u području s barijerom .  
Zbog toga što ograda ne slijedi tzv. zelenu liniju koja dijeli Izrael i Zapadnu obalu nego zadire u palestinski teritorij   Arhivirana inačica izvorne stranice od 10. prosinca 2003. (Wayback Machine), neki su kritičari prigovarali da židovska država želi preoblikovati buduću granicu i pripojiti dio zemlje sebi. I Ariel Šaron i njegovi prethodnici su odbijali jasnu granicu po zelenoj liniji, vjerojatno iz strateških razloga.

## Sigurnosna ograda
Većina sigurnosne ograde (oko 90 %) sastoji se od osigurane metalne ograde s bodljikavom žicom, rovova, ograde sa senzorima za detektiranje gibanja kako bi se zaustavile nepodobne osobe, linijom od pijeska za lakše uočavanje otisaka od stopala, puta za patrolu te još jednom bodljikavom žicom postavljenom na izraelskoj strani. Na obje strane ograde, koje obuhvaćaju 50-ak metara, nalazi se zabranjena zona koja se nadzire od straže. Manji dio barijere (oko 10 %), u mjestima oko Kalkilije, Jeruzalema i drugih gradova, gdje se ova širina ne može održati zbog skučenog prostora, postavljen je betonski zid visok 8 metara koji je de facto odvojio dvije strane.
Procjena troškova ovog projekta leži negdje oko 3.67 milijuna $ po milji ili 2.44 milijuna $ po kilometru, čime se ukupni trošak barijere penje na oko 1.6 milijardi $ (oko 1 % izraelskog BDP-a iz 2006.). Između ograde postoje različiti izlazi kroz kojih pojedinci i vozila uz dozvolu mogu ići iz izraelskog na palestinski teritorij i obrnuto. Bivši izraelski ministar Ehud Olmert je najavio nastavak gradnje barijere.

## Tok
Tok sigurnosne ograde je proglašen nezakonitim od jednog neobavezujućeg suda zbog toga što je ugrabljen dio palestinskog područja te što meandrira između sela i gradova te ih tako odvaja od njihovih polja i otežava im gospodarsku situaciju. Iako ograda prolazi kroz otvoreno područje te se Palestincima nudi kompenzacija, ipak predstavlja ograničenje za jedan dio stanovništva uz granicu. Kritičari naglašavaju da je 36 palestinskih naselja odsječeno, 8 300 maslinovih drveća odstranjeno, 32 bunara pripojeno. 
Ograda se postavlja tako da židovska naselja bivaju barem 2.5 kilometara udaljena od nje. Na nekim mjestima postoje čak i enklave te su pripojena neka židovska naselja duboko u Zapdnoj obali, poput Ariela, Gusha Etziona, Maale Adumim te istočnog Jeruzalema . Također nije jasno hoće li izraelska vlada odlučiti sagraditi ogradu i na istočnoj strani Zapadne obale, prema Jordanu. Procjenuje se da će negdje između 6 i 45 % Zapadne obale biti odvojeno. Do ožujka 2006. je oko 60 % ograde bilo završeno.
14. travnja 2004. američki predsjednik George W. Bush je izjavio: „U svjetlu novih stvarnosti na tlu, uključujući  već postojeća velika izraelska naselja u Zapadnoj obali, nije realistično očekivati da će rezultat konačnog statusa pregovora biti potpun povratak granica iz 1949., a svi prethodni pokušaju da se postigne rješenje za dvije države su stigle do istog zaključka“ . Kao odgovor na tu izjavu, vodstvo Palestinske nacionalne vlasti optužilo je SAD da nagrađuje gradnju ograde i širenje Izraela na račun palestinskog teritorija.

## Mišljenja u svijetu
Većina zemalja se slaže s tim da Izrael ima pravo braniti se i zaštiti svoje građane, ali se protivi izgradnji barijere izvan zelene linije te prodiranje njene rute duboko u palestinski teritorij. Čak je i SAD u nekoliko navrata izrazila zabrinutost zbog toga što barijera ne slijedi zelenu liniju jer bi moglo imati posljedice na mirovni proces na Bliskom istoku.
UN-ova rezolucija vijeća sigurnosti je u listopadu 2003. planirala nazvati izraelsku sigurnosnu ogradu nelegalnom baš zbog tih odstupanja od granice, ali je SAD iskoristio veto i tako ju blokirao. SAD je opravdao svoju odluku nedostatkom osude terorističkih napada palestinskih militanata u toj rezoluciji. Tjedan dana kasnije skupština UNO-a je izglasala sličnu rezoluciju sa 144 naprema 4 glasa protiv i 12 suzdržanih. Rezolucija, koja za razliku od one od vijeća sigurnosti nije obavezna, naziva zadiranje sigurnosne ograde u palestinski teritorij „u suprotnosti s međunarodnim pravom“ i zahtijeva da Izrael „zaustavi gradnju barijere te ju povuče“. Izraelski zastupnik u UN-u, Dan Gillerman, opravdao je pravo svoje države na gradnju barijere zbog terorističke prijetnje njihovih građana od Zapadne obale. Međunarodni kazneni sud (ICJ) u Haagu je 9. srpnja 2004. proglasio izraelska naselja u Zapadnoj obali kao „nelegalna“ a barijeru kao „kršenje ženevske konvencije“ .
Odluka ICJ-a, koji je surađivao s Arapskom ligom u utvrđivanju činjenica, je bila kritizirana od Izraela koji se pozvao na članak 51 u UN-ovoj povelji po kojem se barijera koristi za samoobranu. No protuargument je bio da se napadi na Izrael vrše s područja nad kojima upravo Izrael ima kontrolu, pa se tako pravo na samoobranu ne može primijeniti. Izrael je kritizirao i što je sud ignorirao prisutnost Jordana na teritoriju Zapadne obale do 1967., kojeg je Izrael zauzeo kao odgovor na napad od Jordana, te relevantnost zelene linije pošto se ona nikada nije službeno priznala ni od arapskih država, ni od Izraela. 30. lipnja 2004. je izraelski vrhovni sud prihvatio tužbe Palestinaca i naredio promjenu toka sigurnosne ograde od 30 kilometara sjeverozapadno od Jeruzalema kako bi se smanjila ograničenja Palestinaca.

## Palestinska perspektiva
Palestinci se protive gradnji barijere na njihovom teritoriju i često spominju sigurnosnu ogradu kao „zid Apartheida“   Arhivirana inačica izvorne stranice od 19. rujna 2006. (Wayback Machine) jer je tisuće ljudi zbog nje od lipnja 2002. izgubilo temelje za život; prisilnim odvajanjem izgubili su udio farmi i privatnih posjeda. Navodno će nakon završetka izgradnje barijere oko 142.640 hektara zemlje ili 10 % Zapadne obale biti pripojeno Izraelu . Neki stanovnici su odvojeni od pristupa bunarima i poslovnim mjestima. Zbog barijere je srušeno 232 zgrade, 121 dućan i jedna škola  zbog čega su mnogi Palestinci protestirali. Prema palestinskim vlastima, sigurnosna ograda krši više zakona, ponajviše onaj o slobodi kretanja, vlasništva, zdravlja, obrazovanja, zapošljavanja te zbog navodnog „zločina protiv čovječnosti“ jer se stanovništvo dijeli i diskriminira prema religiji i nacionalnosti.

## Vanjske poveznice
- Izraelski site o sigurnosnoj ogradi
- Kampanja protiv zida
- Satelitske snimke dijelova ograde
- Ministarstvo sigurnosti
- 2004 Odluka vrhovnog suda  Arhivirana inačica izvorne stranice od 21. studenoga 2008. (Wayback Machine)
- Puni tekst izraelskog dokumenta predstavljenog ICJ-u
- Kompilacija UN-ovih dokumenata o ogradi